# Hydrocotyle hirsuta
Hydrocotyle hirsuta är en växtart i släktet Hydrocotyle och familjen araliaväxter.
Arten förekommer på Kuba, Hispaniola, Bahamas och Puerto Rico. Den beskrevs av Olof Swartz 1788.

## Varieteter
Arten har två varieteter:
- H. hirsuta var. hirsuta
- H. hirsuta var. leptostachys